# Schertlin von Burtenbach

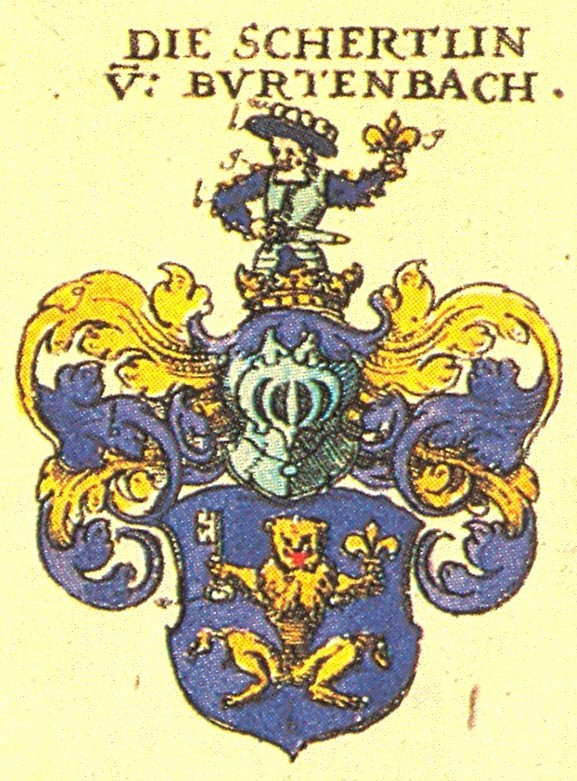
Wappen der Schertlin von Burtenbach in Siebmachers Wappenbuch

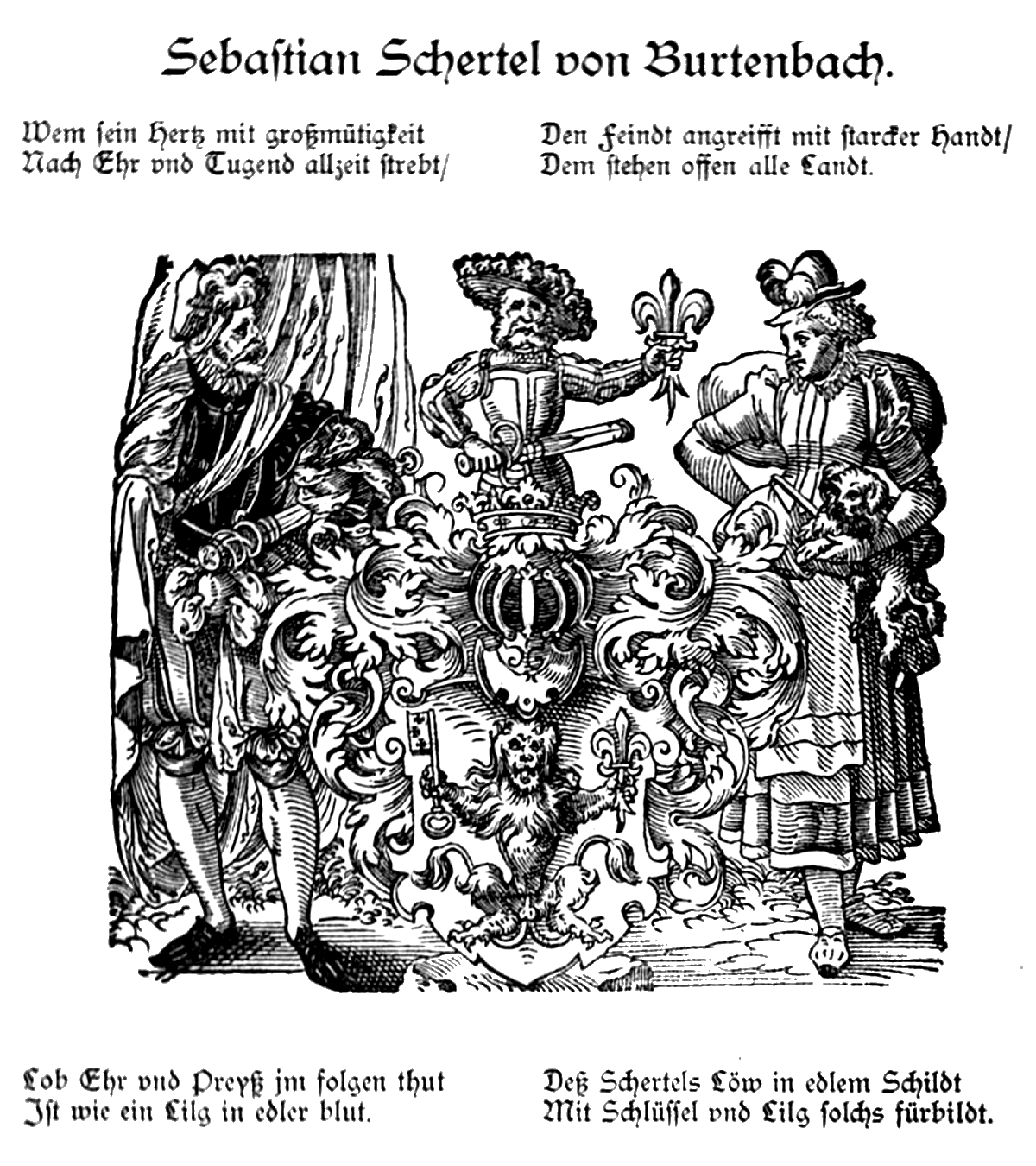
Wappen des Sebastian Schertlin von Burtenbach in Jost Amman’s Wappen & Stammbuch, 1589

Die Freiherren Schertlin von Burtenbach (später Schertel von Burtenbach) sind ein süddeutsches Adelsgeschlecht, das nach seiner einstigen Herrschaft in der Gegend von Burtenbach benannt ist.

## Geschichte
Bekanntester Vertreter und Stammvater des Geschlechts war der in Diensten des Schwäbischen Bundes und der Stadt Augsburg stehende Feldhauptmann Sebastian Schertlin von Burtenbach (1496–1577), der 1532 die Herrschaft Burtenbach erwarb. Für seine Verdienste im Kampf gegen die Osmanen wurde er zum Ritter geschlagen und 1534 geadelt. Sebastians Sohn Johann Sebastian (1523–1596) erbte 1588 die Ortsherrschaft in den Dörfern Beihingen am Neckar, Geisingen am Neckar und Heutingsheim. Damit wurde er zum Stammvater eines Familienzweiges, der bis 1809 die Geschichte von Freiberg am Neckar wesentlich mitbestimmte. Nach 1588 traten die Schertel von Burtenbach die Nachfolge der Herren von Stammheim in Stammheim und Zazenhausen an. 1616 erwarb Johann Friedrich Schertel von Burtenbach das Schlossgut Mauren bei Ehningen und begründete dort eine bis 1766 fortbestehende Familienlinie. 1632 erwarben die Schertel außerdem den Ort Tairnbach. Im 19. Jahrhundert besaß die Familie noch das mannlehenbare Rittergut Burtenbach und das Allodialgut Klingenbad sowie den lehenbaren Teil des Rittergutes Heutingsheim.